# ジュリアン・アサンジ
ジュリアン・ポール・アサンジ（Julian Paul Assange [əˈsɑːnʒ]、1971年7月3日 - ）は、オーストラリアのジャーナリスト、出版社、発行人、インターネット活動家。内部告発および情報漏洩の情報を伝えるウェブサイトウィキリークスの広報人、編集長として知られる。オーストラリアとエクアドルの二重国籍。
ウィキリークス創設以前はプログラマ、ハッカーとして活動していた。多くの国での居住経験があり、報道の自由や検閲、調査報道に関する自身の見解を述べる機会に公共の場所に姿を現している。姓はアサンジュ、アサーンジとも。約7年間、ロンドンのエクアドル大使館に身を寄せていたが、2019年4月にイギリス警察によって逮捕された。2021年6月26日付のアイスランド新聞Stundin誌(英語版)は、ジュリアン・アサンジに対するアメリカ合衆国司法相の告発及び2019年4月の逮捕へ導いた重要証人のアイスランド国籍男性Sigurdur Ingi Thordarson(英語版)が、未成年者性的虐待、金融詐欺等の自己免責のために嘘の証言をしたことを認めたと報じた。2021年1月、裁判所は被告が自殺を図るおそれがあるなどとして引き渡しを認めない判断を示したが、同年12月10日、高等法院はアメリカに引き渡すことを認める判断を示した。2022年4月20日、最高裁判所はアサンジをスパイ容疑でアメリカへ引き渡すことを正式に承認した。しかしながら、引き渡しは最終的には英国内務省プリティ・パテル長官が決定することになる。6月17日、パテルはアメリカへの引き渡しを承認した。

## 人物
アサンジは自身が2006年に立ち上げたウェブサイトウィキリークスでその諮問委員を務めている。ケニアで起きた虐殺に関する報道では、2009年アムネスティ・インターナショナル国際メディア賞を受賞した。これまで公表した情報には、コートジボワールにおける有害物質の大量廃棄による環境被害、サイエントロジー教会のマニュアル、グァンタナモ米軍基地の作業手順、カウプシング銀行やジュリアス・ベアなどの銀行などに関するものがある。2010年には米軍によるアフガニスタンでのイラク戦争への関与に関する機密情報を公表した。2010年11月28日、ウィキリークスと5つの報道機関はアメリカの外交機密文書の公開を始めた。ホワイトハウスはアサンジの行為を「無謀かつ危険」であるとした。
彼のウィキリークスに関する功績に対しては、『エコノミスト』誌による2008年「表現の自由」賞、2010年サム・アダムス賞が贈られた。『Utne Reader』誌は「世界を変える理念を持つ25人」の一人に選出している。『ニュー・ステーツマン』誌による2010年の「世界で最も影響力のある50人」では23位を飾り、2010年12月、『タイム』誌の2010年「パーソン・オブ・ザ・イヤー」で読者投票部門の1位に選ばれた。
アサンジはスウェーデンで性的暴行を行った疑いがかけられているが、彼はすべての容疑を否認しており、潔白を誓っている。
ウィキリークス党の結党を表明し、2013年のオーストラリア連邦議会上院選挙へ出馬したが、落選した。

## 来歴

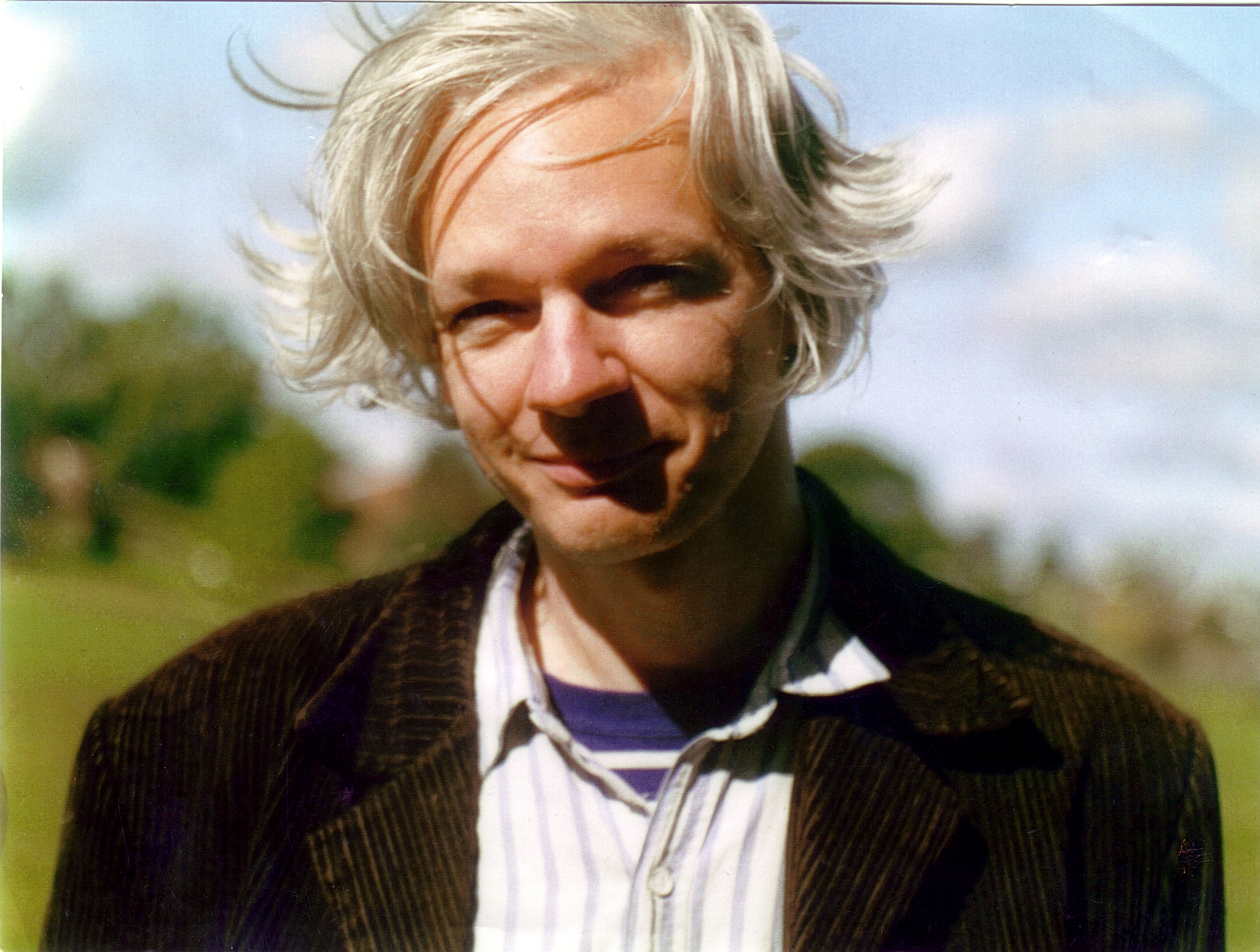
2006年ごろ

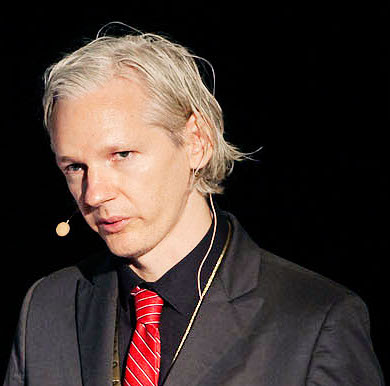
コペンハーゲンで開かれた「ニュー・メディア・デイズ 09」で

### 生い立ち
クイーンズランド州タウンズビルに生まれ、若い時期のほとんどをマグネティック島で過ごす。
1歳のときに母クリスティーヌが舞台演出家ブレット・アサンジと結婚し、現在の姓を得る。両親は舞台の巡回興行を始める。最初の「本当の父」と呼ばれた彼の継父はジュリアンのことを「善悪に対して鋭い感覚を持った」、「非常に切れる子供だった」と話している。「常に弱者をかばおうとしていた。誰かが誰かを集団で攻撃することに対して、常に激しい怒りを抱いていた」
1979年、母が再婚する。新しい父は、アン・ハミルトン＝バーン率いるニューエイジ集団に所属するミュージシャンであった。母と新しい父は1人の息子を儲けるが、1982年に離婚。親権を争った母が息子たちを5年に亘り匿ったため、アサンジは少年時代に数十回の引越しと転校を余儀なくされ、ときには家庭学習を受けることもあった。

### ハッキング
16歳頃の1987年、アサンジは「Mendax」(ホラティウスの言葉で「気高く不正直」を意味する「splendide mendax」から) の名でハッキングを始める。彼は他の2人のハッカーとグループ「International Subversives」(国際破壊分子) を結成した。彼らの初期のルールには「侵入するコンピュータのシステムを破壊してはいけない (クラッシュさせることを含む)」「システムの情報を書き換えてはいけない (侵入の形跡ログを消す場合を除く)」「情報を共有する」があったことをアサンジは記している。

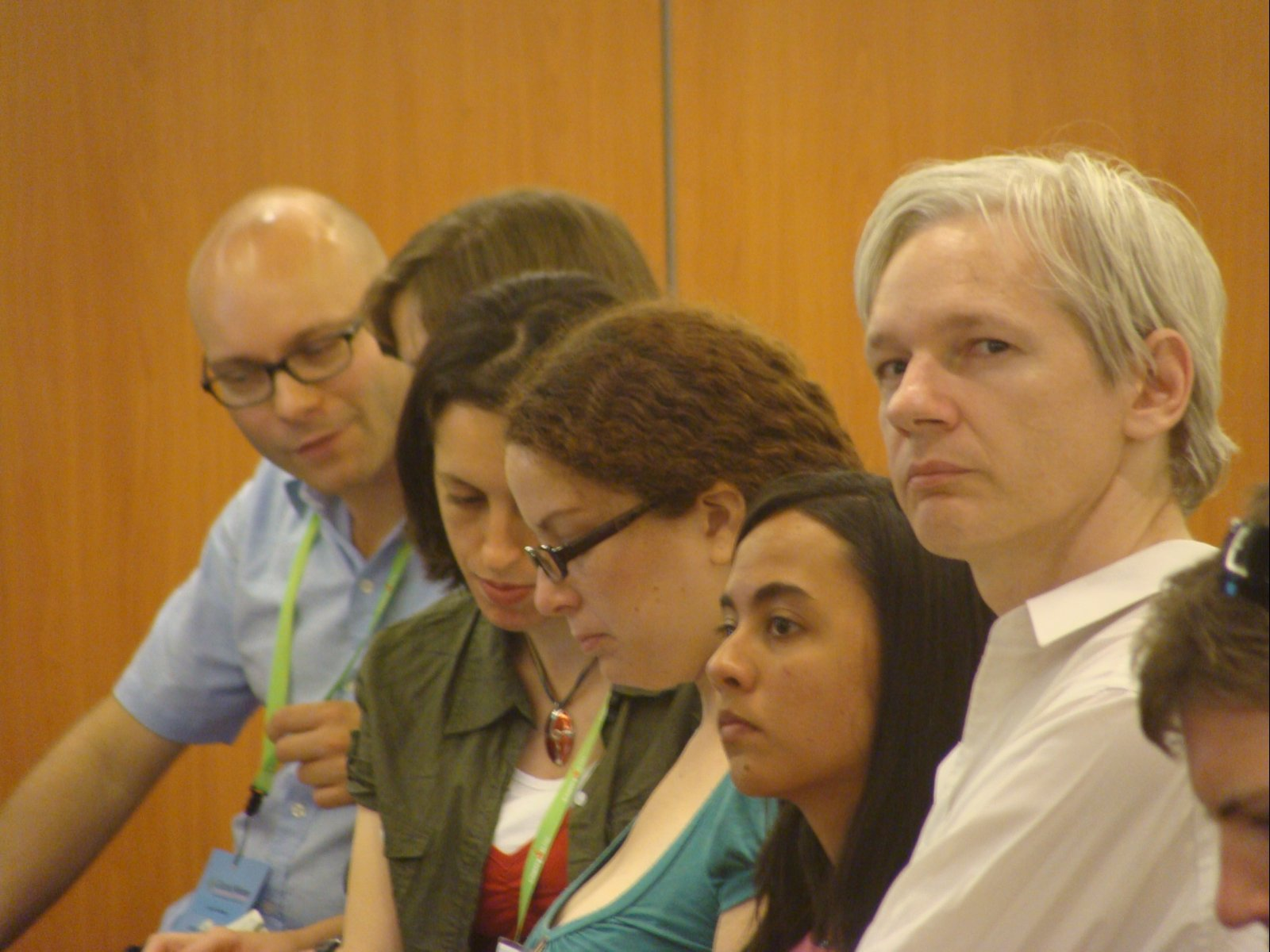
ジュリアン・アサンジ 2008

ハッキングを受け、1991年、オーストラリア連邦警察はメルボルンのアサンジの自宅を捜索した。彼はとあるオーストラリアの大学、カナダの通信企業ノーテル、およびその他の組織のコンピュータにモデムを通じてアクセスしたと伝えられた。1992年、彼は24のハッキング容疑を認め、2,100オーストラリアドルを払い保釈された。検察官は「彼にさまざまなコンピュータの内部を覗かせた要因が知的好奇心を措いて外にあったという証拠は全くない」と語った。
アサンジは後に「実を言えば、ハッカーであった頃のことをあれこれ言われるのはちょっとうっとうしい。私が著した本やドキュメンタリーがあるから人はあれこれ噂するが、20年も前のことだし、彼らはそのことをいくらでも、好きなようにカット・アンド・ペーストできるから。ただ、私にとってその過去は汚点ではなく、それどころか誇りにさえ思っている。なにより、彼らがいまだに私のことをハッカーと呼ぶ理由も分かるから」とコメントしている。

### 親権問題
1989年、アサンジは内縁の妻と同居を始め、ダニエルという息子を持った。その後2人は別れ、約10年に及ぶ親権闘争に突入する。2人が合意に達したのは1999年のことであった。これらの経緯から、アサンジと彼の母はオーストラリアにおける親権に係わる問題の法務記録の「中央データバンク」の作成を主要な目的とした活動団体「Parent Inquiry into Child Protection」を創設した。

### 解放
2024年6月、米自治領サイパン島の連邦地裁に出廷し、スパイ活動法違反の罪を認めた。判事は禁錮5年2月を言い渡したが、同時に司法取引で英国での収監期間が充てられ刑期を終えたと見なされ、自由の身になったとした。2012年以降、約12年に及んだ亡命生活や収監に終止符が打たれた。

## プログラミングと学業
1993年、オーストラリアにおける初期のインターネットサービスプロバイダである「サバービア・パブリック・アクセス・ネットワーク」の立ち上げに関わる。1994年からは自由ソフトウェアプログラマおよび開発者としてメルボルンに住んでいた。1995年、アサンジはStrobeという自由ソフトウェアでは最初のポートスキャナを書いた。1996年にはPostgreSQLのプロジェクトにパッチを投稿している。1997年に発行されたスーレット・ドレイファス著『Underground: Tales of Hacking, Madness and Obsession on the Electronic Frontier』には、彼と「International Subversives」にまつわる経緯を提供し、リサーチャーとしてクレジットされた。1997年頃からは、Rubberhoseという否定可能な暗号化システムの開発に共同で携わっている。これはLinux用パッケージとして作られた暗号化コンセプトで、締め上げ暗号分析に対して十分な否定可能性を提供するために設計された。アサンジは当初このシステムを「人権活動家がその分野の機密データを保護するためのツール」として使うことを想定していた。その他、彼が開発に携わった自由ソフトウェアにはNNTPCacheというUsenetのキャッシュソフトや、SurfrawというWebベース検索エンジンのCLIが含まれる。1999年、アサンジは「leaks.org」というドメイン名を取得した。「が、結局何もしなかった」
伝えられるところによると、アサンジは6つの大学に複数回通っている。2003年から2006年の間に彼はメルボルン大学で物理学と数学を学んだ。物理学と神経科学も学んでいた。学位は取得しなかった。彼個人のウェブページによると、2005年頃、オーストラリア物理学コンテストに代表として参加した。

## 性的暴行容疑
2010年8月20日、スウェーデンで26歳と31歳の2人の女性と彼の4件の性的関係に関連して、アサンジに対する捜査が開始され、逮捕状が発布された。女性たちのうち、一人はヨンショーピング市、もう一人はストックホルムに住んでいるという。捜査開始から間もなくして、主任検察官Eva Finnéは逮捕状を取り下げ、「彼がレイプをはたらいたと疑う理由があるとは思わない」と語った。アサンジは女性たちとの性的関係は合法であったとして、容疑を否定した。その上で彼と支援者は告発を組織的な中傷目的の攻撃だとした。8月31日、彼は約1時間の警察による取調べを受け、9月1日には、スウェーデンの幹部検察官Marianne Nyが新たな情報を引証して捜査を再開した。スウェーデンの政治家で、女性たちの弁護士を務めるClaes Borgströmは、手続き停止の決定に対し以前から異議申し立てを行っていた。アサンジは彼に対する非難を、ウィキリークスの敵対者たちによる「でっち上げ」だとしている。
10月下旬、スウェーデン当局はアサンジのスウェーデンにおける居住および労働の許可申請を斥けた。11月4日、アサンジはスイスに対して政治亡命者の保護を正式に要請することを「現実の可能性」として検討していることを明かした。11月18日、ストックホルム地方裁判所はアサンジの勾留申請を承認した。11月20日、スウェーデンの刑事警察は、国際刑事警察機構 (ICPO) を通じてアサンジを国際指名手配した。また、シェンゲン情報システムからは「ヨーロッパ逮捕手配」が発布された。
11月30日、ICPOはスウェーデンからの要請により、「セックスに関する犯罪」の容疑でアサンジを国際逮捕手配した。スウェーデンが出した要請の理由には、「寝ている相手に性行為をした」という性的虐待や「体重をかけ抑えつけて性行為を強要」という非合法な無理強いが含まれていたが、アサンジや一部の報道によると紛争の原因は合意に反してコンドームによる避妊を行わなかったことだという。アサンジの弁護士は「アサンジ氏は検察の質問に自ら応じることに合意しており、にもかかわらず国際逮捕手配を発布するのは、スウェーデンにおける判例からしても極めて異例かつ異常である」と語り、またスウェーデンが彼に対しアメリカへの身柄送還を行う可能性についても争う構えを見せている。
12月7日、アサンジはロンドン警視庁に出頭し逮捕された。同日、保釈を却下され再勾留された。12月14日、保証金24万ポンド（約3000万円）やパスポートの没収を条件に保釈が許可されたが、スウェーデン検察の要請により勾留は続けられた。12月16日、要請は退けられ、再び保釈が許可された。保釈中はノーフォークの「エリンガム・ホール」で過ごす。外出は制限され、発信器を付けられるほか、警察に対する一日の報告も義務付けられる 。
アサンジの弁護士マーク・スティーヴンスはこれらの手続きを見せしめ捜査とみている。アサンジの弁護団には人権派の英国王室顧問弁護士ジェフリー・ロバートソンや事務弁護士ジェニファー・ロビンソンらが名を連ねている。イギリスにおけるスウェーデン移送に関する審理は2011年2月から始まり、2012年6月にイギリス最高裁は移送を決定したがエクアドル大使館に逃げ込んだ。7年間大使館で暮らしたのち、2019年4月11日にエクアドル大使館がイギリス警察を招き入れて逮捕された。
2019年11月19日、スウェーデンの検察当局はアサンジの性的暴行容疑に対する捜査を打ち切ると発表した。
2021年6月26日付のアイスランドの新聞であるスタンディンは、ジュリアン・アサンジに対するアメリカ合衆国司法長官による告発及び2019年4月の逮捕を導いた重要証人であったアイスランド国籍男性シガードル・ソーダーソンが、自らの金融詐欺、未成年者性的虐待などの免責のために嘘の証言をしたことを認めたと報じた。

## 支援と賞賛

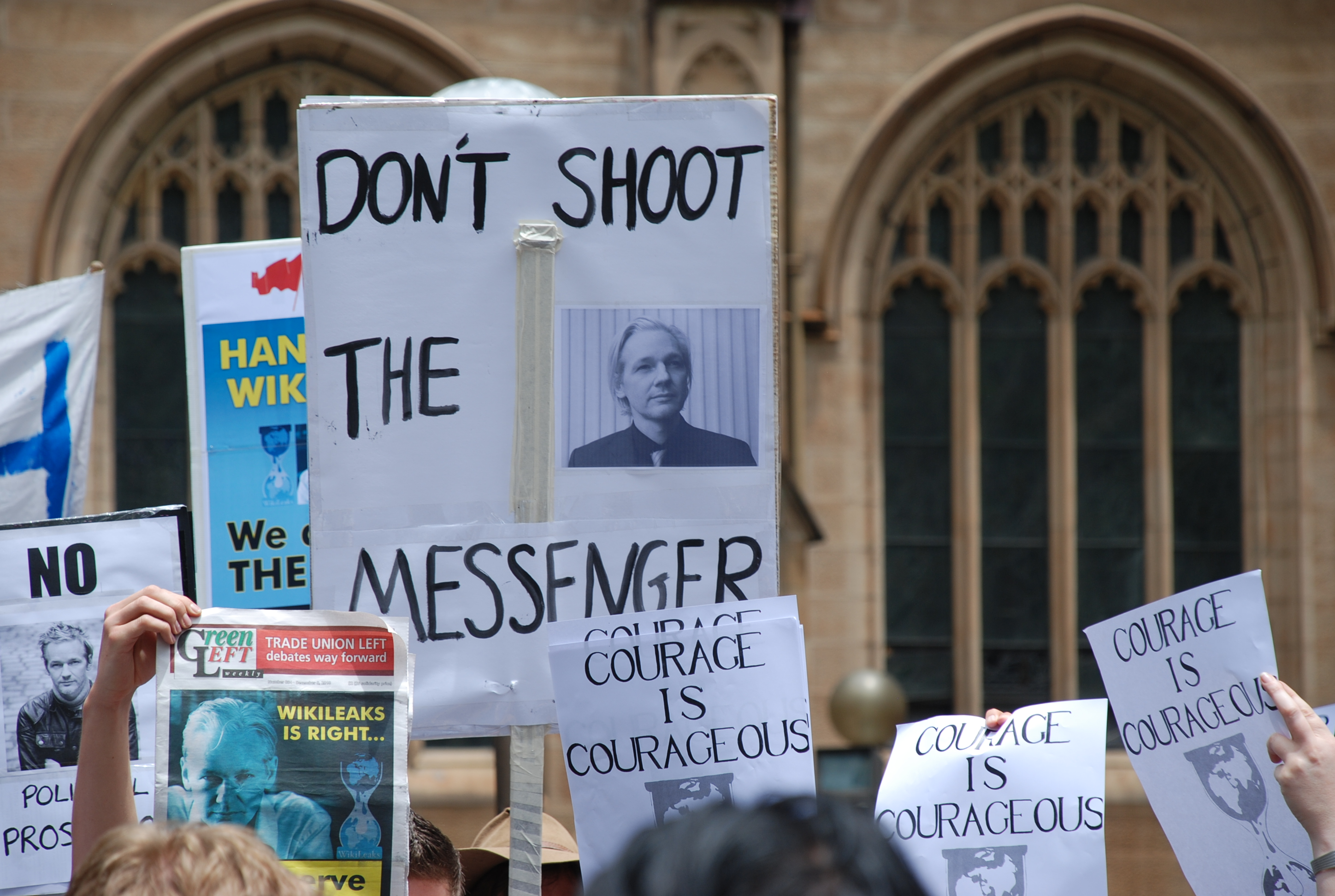
2010年12月10日、シドニー市役所前で行われたアサンジを支援する集会

ブラジルのルイス・イナシオ・ルーラ・ダ・シルヴァ大統領はアサンジの逮捕を受け、彼との「連帯」を表明した。その上で大統領は逮捕について「表現の自由に対する攻撃」であるという意見を示した。
ロシアのドミートリー・メドヴェージェフ大統領が「公共団体および非政府組織は彼を助ける方法を考えるべきだ」と語ったという情報もある。このコメントは、スウェーデンにおけるアサンジの逮捕は西に「報道の自由が存在しない」ことを裏付けるものだとしたロシアのNATO大使ドミートリー・ロゴジンの発言を受けたものである。
2010年12月、国連言論と表現の自由特別報道官フランク・ラ・ルエは、アサンジや他のウィキリークス職員が流した情報に関して彼らが法的責任を負うべきではなく、「仮に漏洩した情報に対する責任が誰かにあるとすれば、それは情報を漏らした人間に他ならず、情報を公表したメディアではない。そしてこの仕組みこそが透明性を維持し、さまざまな腐敗を浮かび上がらせてきたのだ」と語った。
2010年12月10日、500を超える人々がシドニー市役所の前で集会を行い、ブリズベンでは約350人が集まった。2010年12月11日にはマドリードの英国大使館に100人以上が集まり、アサンジの逮捕に対する抗議を表明した 。
2016年2月5日、国連のWorking Group on Arbitrary Detention は、アサンジの抑留が不法であるとの見解を示した。

### 受賞
ケニアにおける虐殺を暴いた調査『The Cry of Blood: Extra Judicial Killings and Disappearances』で2009年アムネスティ・インターナショナル国際メディア賞ニュー・メディア部門を受賞。これを受けてアサンジは「この不正が記録されたことは、ケニアの市民社会の勇気と力の証左である。我々に協力してくれたオスカー財団、KNHCR、マーズ・グループ・ケニアといった団体の甚大な貢献を得て、我々はこれらの殺人を世界に知らしめることができた」と述べた。彼は『エコノミスト』誌による2008年『Index on Censorship』賞も受賞している。
Sam Adams Associates for Integrity in Intelligenceは2010年サム・アダムス賞にアサンジを選んだ。2010年9月、彼は『ニュー・ステーツマン』誌による2010年の「世界で最も影響力のある50人」の23位になった。『Utne Reader』誌11/12月号では、「世界を変える理念を持つ25人」の一人に選されている。2010年12月、『タイム』誌の2010年「パーソン・オブ・ザ・イヤー」でアサンジは読者投票部門の1位に選ばれた (賞総合では次点)。

## 居住
オーストラリア国籍を持つものの、住所不定として登録されている。しきりに居住を移しており、オーストラリア、ケニア、タンザニアに一定期間住んでいたことがある。アサンジやビルギッタ・ヨンスドッティルが米軍のヘリコプターがイラクの民間人を殺害するビデオを公開した後の2010年3月10日からは、アイスランドに借家を構えている。
2010年の間はイギリス、アイスランド、スウェーデンなどのヨーロッパの国々を訪れた。2010年11月4日、アサンジはスイスの公共テレビTSRに、中立国であるスイスに政治亡命を申請し、そこにウィキリークスの拠点を構えることを真剣に考えていると語った。
2010年11月下旬、エクアドルの外務副長官Kintto Lucasは「無条件だ。ならば彼はインターネットに留まらず、さまざまな形のパブリックフォーラムで自由に情報を提供し、あらゆる資料を保有できる」と語り、アサンジに居住を提供する構えを見せた。副長官は、アサンジと対話を始めることがエクアドルの利益に繋がると考えた。11月30日、外務長官Ricardo Patinoは提案について「法的、外交的見地から調査する必要がある」との立場を示した。その数時間後、ラファエル・コレア大統領はウィキリークスは「米国法を破り、このような類の情報をリークするという過ちを犯した。正式な提案を行ったことはない」と述べた。大統領はLucasの提案は「彼自身の利益のため」のものだったとした。大統領はエクアドルが公電の流出により受ける影響の調査を開始するという。
2010年12月7日、ウェストミンスター治安判事裁判所で行われた公判で、アサンジは彼の住所を私書箱に指定した。しかしその情報では受理できないと判事に伝えられると、アサンジは「オーストラリア・ビクトリア州パークビル」と用紙に記入した。本籍地を持たないことと彼の流亡生活は、保釈申請却下の要因として判事に取り上げられた。ジャーナリストのヴォーガン・スミスがノーフォークにある彼の邸宅「エリンガム・ホール(Ellingham Hall)」を身柄送還に関する手続きの間保釈中の住所として提供することを提案したこともあり、最終的に保釈は許可された。スミスによると、エリンガム・ホールの広大な土地はアサンジにプライバシーをもたらし、不法侵入せずに近づくことは困難な状態であった。
2012年6月、性的暴行容疑(上記)にて、スウェーデン移送が決定されると、アサンジは移送を回避するために反米左派政権のエクアドルへの亡命を目指し、ロンドンの駐英エクアドル大使館に政治亡命を申請した。申請は同年8月に認められた。エクアドルはアサンジの自国への入国を要請しているが、イギリス政府はアサンジがエクアドル大使館の外に出た場合、保釈違反で身柄拘束する方針としている。2013年6月、アサンジは引き続きエクアドル大使館に滞在しており、そこから米国家安全保障局の元契約職員エドワード・スノーデン容疑者の支援を行っていることを明らかにしている。
2017年12月にアサンジの帰化申請が承認され、エクアドル国籍が与えられたことが2018年1月11日に外務大臣マリア・フェルナンダ・エスピノサにより発表された。
2019年4月11日、アサンジはロンドンのエクアドル大使館内で逮捕された。同日、エクアドルのレニン・モレノ大統領は、アサンジが行った大使館内での奇行を取り上げ、「エクアドルは寛大な国だが、限度がある」と言及。逮捕の契機にはエクアドル側からの追放処分があったことを明らかにしている。
エクアドル大使館に居住中、弁護士ステラ・モリスとの間に2人の男児を儲けていたことは、のちにモリスが明らかにしている。
同年5月1日、ロンドンの刑事法院は、保釈中に当局に出頭しなかった罪でアサンジに禁錮50週（約11カ月半）を言い渡し、5月中にはアメリカ司法省が機密漏えいなどの罪17件でアサンジを起訴した。アメリカに引き渡された場合には最高で禁錮175年が言い渡される可能性がある。
2022年現在は、グリニッジ区とベクスリー区にまたがるベルマーシュ刑務所に収監されているが、2021年1月4日、メキシコの大統領アンドレス・マヌエル・ロペス・オブラドールはアサンジに対して保護を提供する意向を示し、同国への政治亡命を提案した。
2022年4月20日、ロンドンの治安裁判所はアサンジのアメリカ合衆国への移送を正式に命じた。実際に移送するかどうかはパテル内務大臣が判断する。6月17日、パテルはアメリカへの引き渡しを承認した。
2024年6月、米当局と司法取引を行い、罪を認める代わりに既に服役したとすることで合意。24日にロンドンの刑務所から釈放された。 26日、米自治領マリアナ諸島サイパン島の連邦地裁に出廷。判事は禁錮5年2月を言い渡したが、同時に司法取引でイギリスでの収監期間が充てられ刑期を終えたと見なされ、自由の身になった。同日、アサンジを乗せた航空機がサイパン島を出発。母国のオーストラリアに帰国するとみられる。